# アレクサンドル・チャイコ
アレクサンドル・ユーリエヴィチ・チャイコ（ロシア語: Александр Юрьевич Чайко、1971年7月27日 - ）は、ロシアの軍人。大将。ロシア連邦英雄。

## 経歴
1971年7月27日、軍人の家庭に生まれる。父ユーリ・チャイコはタマン師団の司令官だった。
1992年、ソビエト連邦の崩壊後にモスクワ高等諸兵科連合指揮学校を卒業した。ドイツ駐留の西部軍集団で軍歴をスタートさせ、2000年にロシア連邦の諸兵科連合アカデミーに入学、卒業後は自動車化狙撃連隊参謀長や連隊長としてモスクワ軍管区で勤務した。
2007年には父と同じくタマン師団の師団長となった。
2014年、第1親衛戦車軍の再編成に伴い、司令官に任命された。
2015年から2017年にかけて、シリア駐留ロシア軍の初代参謀長を務めた。2016年、中将に昇進した。
2019年2月から2021年11月まで副参謀総長を務めた。同職のまま2019年9月から2020年11月まで、および2021年2月から6月まで、シリア駐留ロシア軍の司令官を務めた。
2021年6月11日、大将に昇進。
2021年11月12日、チャイコは東部軍管区司令官に任命された。
2022年8月7日、英国国防省はチャイコが東部軍管区司令官を解任されたと報告した。その後2022年9月から12月まで3度目のシリア駐留ロシア軍の司令官を務めた。
2024年11月、セルゲイ・キセル司令官が解任され、4度目のシリア駐留ロシア軍の司令官に任命された。

## 私生活
結婚しており、息子がいる。